# Övrebyn
Övrebyn is een plaats in de gemeente Älvsbyn in het landschap Norrbotten en de provincie Norrbottens län in Zweden. De plaats heeft 53 inwoners (2005) en een oppervlakte van 13 hectare. De plaats ligt slechts een kilometer ten noordwesten van de plaats Älvsbyn. Langs Övrebyn loopt de rivier de Pite älven, Övrebyn zelf ligt aan een verbreed deel van deze rivier.
Bestuurscentrum: Älvsbyn
Tätort: Korsträsk · Vidsel · Vistträsk
Småort: Bredsel · Nybyn · Nystrand · Pålsträsk · Tvärån · Övrebyn · Övre Tväråsel
Overig: Arvidsträsk · Granträsk (Älvsbyn)